# 마리-로즈 테시에
마리-로즈 테시에(Marie-Rose Tessier, 1910년 5월 21일 ~ )는 프랑스의 슈퍼센티네리언으로, 2023년 1월 17일 뤼실 랑동이 사망 이후 프랑스 최고령자가 되었다.
| 이전 뤼실 랑동 | 프랑스 최고령자 2023년 1월 17일~ 현재 | 이후 (생존) |

## 같이 보기
- 최장수인
- 슈퍼센티네리언